# فوکه (استان تیبازه)
فوکه (به عربی: فوكة) یک شهرداری در الجزایر است که در ناحیه فوکه واقع شده‌است. فوکه ۱۵٬۸۶ کیلومتر مربع مساحت و ۴۸٬۹۵۹ نفر جمعیت دارد.